# Demografická historie amerických indiánů

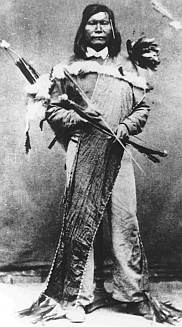
Numaga, náčelník Paiutů v době války v roce 1860

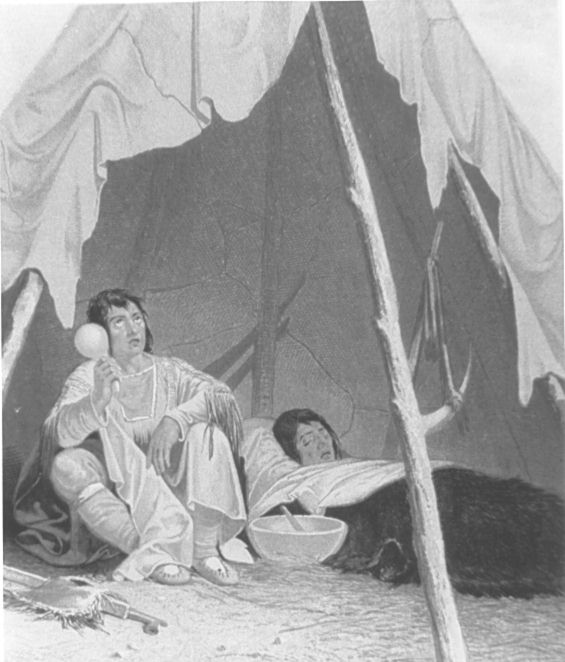
Rytina z roku 1857 zobrazující nemocného indiána v péči domorodého léčitele

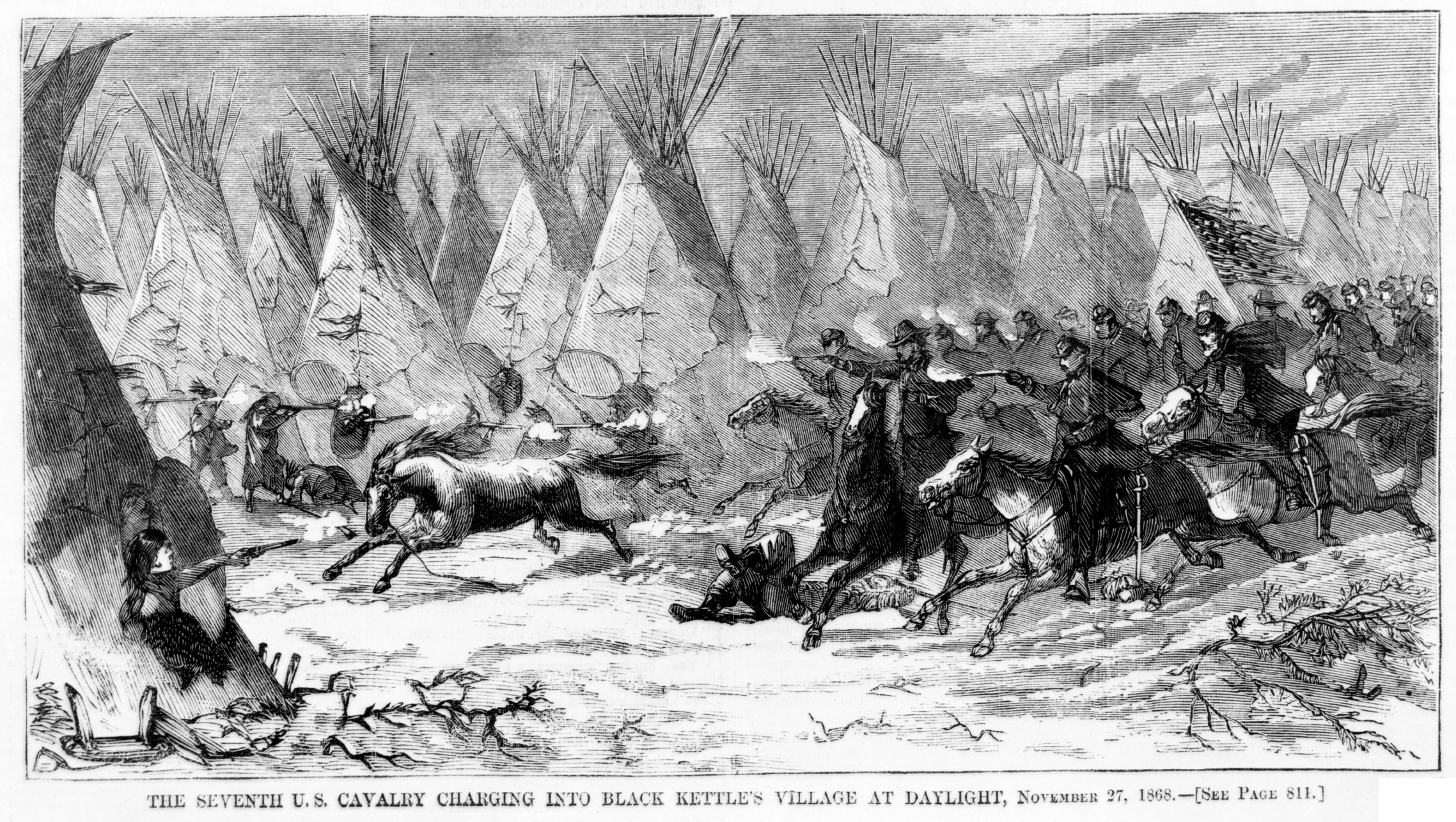
Dobová ilustrace tzv. masakru na Washitě (1868) – 7. kavalérie proti Čejenům; americké indiánské války.

Určení vývoje počtu domorodých obyvatel Ameriky v období před a po Kolumbově objevitelské výpravě z roku 1492 se ukázalo jako obtížně stanovitelné. Odborníci přitom vycházejí z archeologických nálezů a písemných záznamů osadníků z tzv. starého světa. Většina autorů, kteří působili na konci 19. století, odhadovala předkolumbovskou populaci na 10 milionů; koncem 20. století upřednostňovala většina autorů střední odhad ve výši asi 50 milionů, ovšem někteří historici hovoří až o 100 a více milionech. Kontakt s novým světem vedl k evropské kolonizaci Ameriky, během níž se v novém světě nakonec usadily miliony imigrantů ze starého světa.
Počet afrického a eurasijského obyvatelstva v Americe stabilně narůstal, zatímco počet původních obyvatel klesal. Euroasijská onemocnění, jako je chřipka, dýmějový mor nebo plicní mor, zdevastovala domorodé Američany, kteří vůči nim nebyli imunní. Konflikty a otevřená válka s nově příchozími ze západní Evropy i s ostatními indiánskými kmeny rovněž přispěly k úbytku obyvatelstva a narušení tradiční společnosti. Rozsah a příčiny poklesu jsou již dlouhou dobu předmětem akademické debaty, která zahrnuje i označení těchto událostí za genocidu.

## Historie

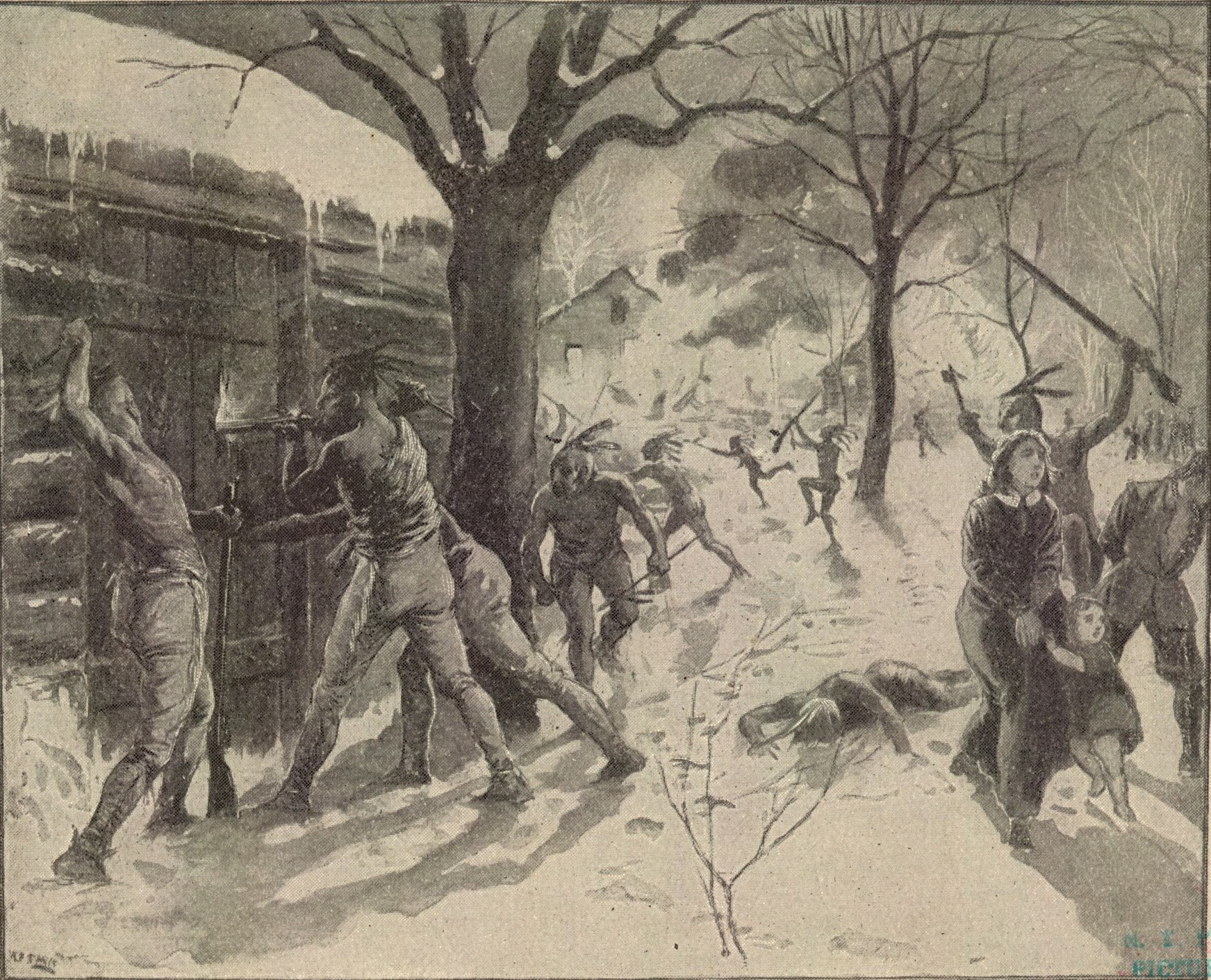
Útok kanadských Indiánů na Deerfield v roce 1704 (Kresba z roku 1900)

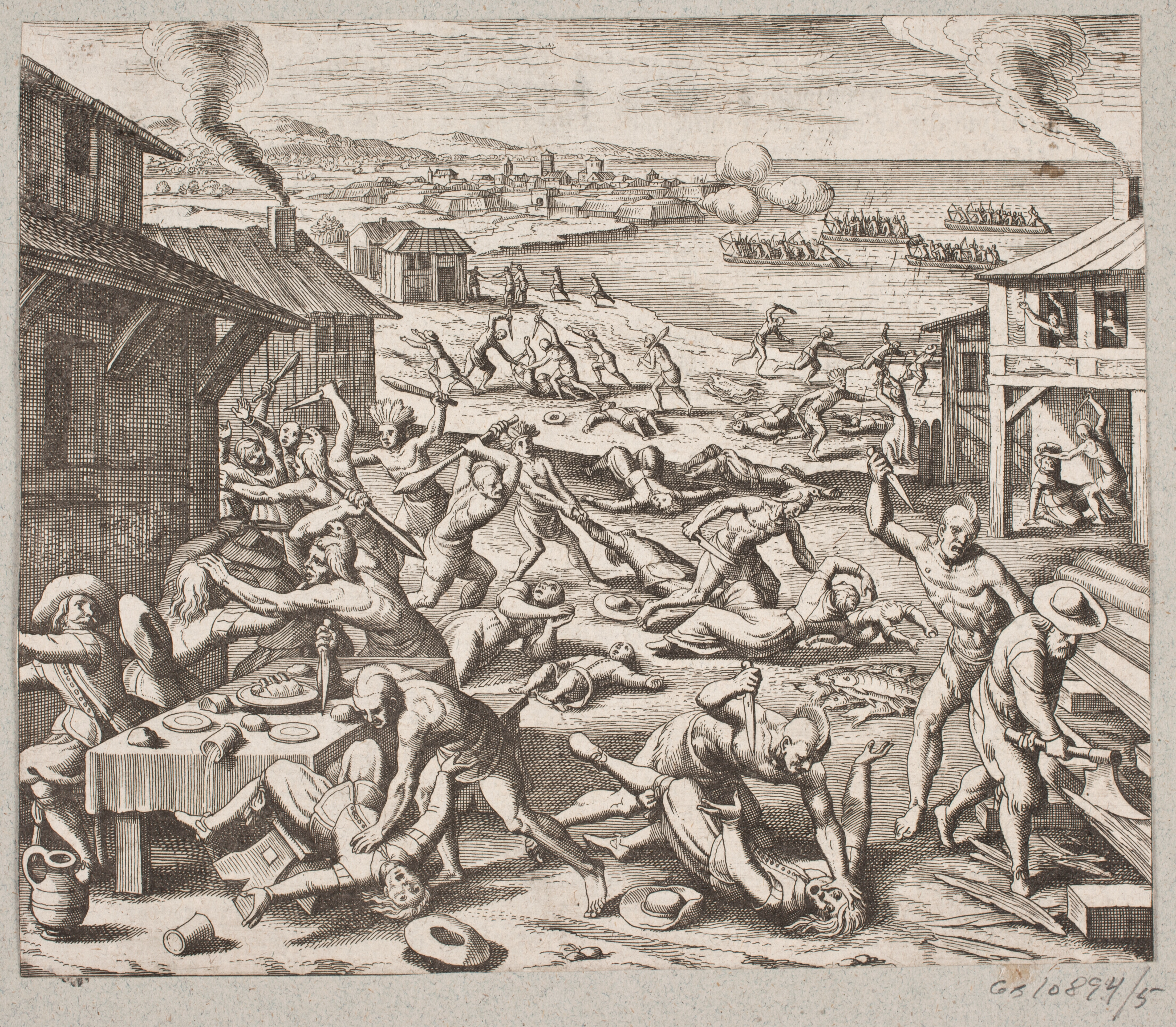
Indiánský útok na osadníky ve Virginii v březnu 1622

Když v roce 1492 připlul do Ameriky Kryštof Kolumbus, žilo podle odhadů historiků na území dnešních Spojených států asi 4-10 milionů původních obyvatel. Tento počet klesl do roku 1900 na méně než 300 tisíc. Podle aktivistů z organizace United to End Genocide, evropská expanze do Severní Ameriky způsobila zánik tradiční kultury a způsobu života většiny indiánských kmenů. Markéta Křížová uvádí, že rozklad indiánských civilizací byl složitý historický proces, způsobený mnoha faktory, tedy nejen expanzí Evropanů, ale i vzájemnými konflikty indiánských kmenů, epidemiemi chorob a klimatickými faktory. Řada velkých civilizací Ameriky, např. mayská civilizace klasického období, v Severní Americe civilizace Anasaziů nebo Mississippská kultura s městskými centry (Cahokia), zanikla dávno před příchodem Evropanů.
Příčinou úmrtí 90% severoamerických indiánů v průběhu evropské kolonizace byly infekční nemoci, případně vyčerpání a podvýživa (např. během nucených přesunů do rezervací), méně než 10% z nich zemřelo násilnou smrtí v důsledku válek a masakrů. Na území Severní Ameriky jsou zaznamenány nejméně dva případy, kdy byli indiáni úmyslně infikováni chorobami Tím nejzávažnějším byl rozkaz anglického generála Jefferyho Amhersta v období Pontiacova povstání rozdat indiánům pokrývky infikované neštovicemi, což bylo jeho nadřízenými kritizováno vzhledem k nebezpečí rozšíření nemocí i mezi osadníky.
Španělská a portugalská conquista Střední a Jižní Ameriky je obecně vnímána jako brutální, vojenský zásah a conquistadoři jako hrabiví, bezohlední ničitelé tradičních kultur, kteří zotročovali původní obyvatele, masakrovali jejich elity a v touze po obohacení ničili jedinečné kulturní památky. Tomuto profilu ovšem neodpovídali všichni conquistadoři, mnozí z nich opravdu byli hrabiví a krutí dobyvatelé (Francisco Pizarro, Sebastián de Belalcázar, Pedro de Valdivia) nebo skuteční sadisté (Pedro de Alvarado, Nicolas de Ovando), jiní se vůči indiánům chovali přátelsky, snažili se s nimi sžít a pochopit jejich myšlení (Álvar Núñez Cabeza de Vaca, Pedro Teixeira).
Vztahy mezi kolonizátory a indiány se v jednotlivých oblastech lišily, např. v Mexiku a na jihozápadě Severní Ameriky byla kolonizace vedena podstatně mírněji než v jiných oblastech Ameriky. Mexičtí indiáni nebyli po dobytí Mexika Cortésem vystaveni represím, někteří náčelníci byli obdařeni španělskými šlechtickými tituly a christianizace byla prováděna poměrně uvážlivým způsobem, takže vznikl prostor pro kulturní syntézu mezi původní aztéckou a importovanou španělskou kulturou. Naopak v oblasti Peru a Kolumbie Španělé volili cestu podřízení a zotročení původních obyvatel a na karibských ostrovech proběhla skutečná genocida, jíž původní obyvatelé do konce 16. století zcela podlehli. Dílem byli přímo vybiti, často za pomoci bojových psů, dílem vymřeli na nemoci, podvýživu a následky otrocké práce. K dalším americkým etnikům, která v průběhu kolonizace zcela vymřela, patří Beothukové z Newfoundlandu, Wallakiové a Jahiové ze severní Kalifornie, Pamlikové, Sekotanové a Jamasíové ze Severní a Jižní Karolíny, Timukuové z Floridy, Atakapové a Karankawové z Texasu, Waikurové na poloostrově Baja California,) V Jižní Americe to byli Čarruové a další kmeny v Uruguayi nebo Selknamové a Haušové z Ohňové země,
Pro kolonizaci Severní Ameriky v 18. a 19. století měla rozhodující význam doktrína Zjevného předurčení (Manifest Destiny), podle níž měli být američtí osadníci osudem nebo Boží vůlí předurčeni k expanzi po celém kontinentu, bez ohledu na indiánské obyvatelstvo a jeho územní nároky. Pod vlivem tohoto přesvědčení se federální území začalo rozšiřovat na západ, až dosáhlo pobřeží k Pacifiku. Podle aktivistů z organizace United to End Genocide měla tato doktrína rasistický charakter a jejími následky bylo vyvlastňování indiánské půdy, nucené přesuny indiánského obyvatelstva a jeho celkový útisk. .
Osadníci, farmáři a zlatokopové vyháněli indiány z jejich území, ničili jejich vesnice a tábory, čímž vyvolávali odvetné akce indiánů, vedoucí ke střetům s americkou armádou a federálními úřady. Mezi kmeny a americkými osadníky vypukla dlouhá řada válek, které si na území Spojených států vyžádaly životy asi 20 000 bělochů a nejméně 30 000 Indiánů. 
Boje trvaly až do konce 19. století, posledním válečným střetem indiánských válek byla bitva s Šošony u Kelley Creeku v lednu 1911. Evropané již od počátku kolonizace Ameriky využívali i nepřátelství mezi jednotlivými kmeny. Již Cortés při dobývání Mexika využíval v boji proti Aztékům jejich úhlavní nepřítele Tlaxcaltéky. V Kanadě se již počátkem 17. století stali Huroni spojenci Francouzů, zatímco jejich nepřátelé Irokézové spolupracovali s Holanďany, a posléze s Brity, Obě strany využívaly své indiánské spojence v průběhu koloniálních válek. Evropané přispěli k rozšíření „indiánských ukrutností“: mučení zajatců, ale zejména skalpování, tedy stahování kůže s vlasy z hlavy nepřítele, které bylo původně rozšířeno jen u několika kmenů v oblasti Velkých jezer. Nájemní indiánští bojovníci byli placeni za zabíjení nepřátel a jako důkaz měli předkládat jejich uřezané hlavy. Indiáni tento požadavek postupně omezili na skalpování, které se rychle rozšířilo až daleko do prérií a na jihozápad. Např. Apaćové, Navahové, kalifornští a Puebloví indiáni před příchodem Evropanů skalpování vůbec neznali.
V Severní Americe došlo k prvním hromadným masakrům původních obyvatel Evropany v 17. století, např. roku 1637 byl takřka vyhlazen kmen Pequotů v dnešním Connecticutu.. V letech 1712 a 1730 Francouzi téměř vyhladili Liščí indiány v Michiganu a jižní Kanadě.. Roku 1782 spáchaly pensylvánské milice Gnadenhüttenský masakr.
Během expedice Johna Frémonta do Kalifornie a Oregonu roku 1846, jíž se účastnil také Kit Carson, byly pobity stovky příslušníků kmenů Wintu, Klamath a Patwin. V následujících letech kalifornské zlaté horečky zlatokopové a jimi najatí pistolníci zničili řadu indiánských vesnic a vyhubili jejich obyvatele z kmenů Wintu, Modok, Juki, Jana, Ačomawi, Wijot a Tolowa, kmeny Wailaki a Jahi byly zcela vyhlazeny. Masakry trvaly až do roku 1871 a stály životy nejméně 5500 původních obyvatel.,. Nejznámější jsou masakry prérijních indiánů americkou armádou: vyvraždění tábora Šajenů a Arapahů u Sand Creeku roku 1864, masakr Šajenů plukovníkem Custerem na řece Wašita roku 1868, masakr Černonožců-Pieganů na řece Marias roku 1870, masakr Apačů v Camp Grant roku 1871 a masakr Lakotů u Wounded Knee roku 1890. Ve všech případech mezi zabitými převažovaly ženy a děti.
Samotní indiáni se  rovněž dopouštěli masakrů vůči osadníkům, většinou šlo o útoky na kolony vozů (dobře známé z westernových románů a filmů) nebo na osamělé farmy. Často se jednalo o odvetné akce, některé útoky však nebyly vyprovokovány, jako v roce 1685, kdy bojovníci Karankawů a Atakapů  vyvraždili kolonii evropských osadníků Fort Saint Louis při zálivu Matagorda Bay v jižním Texasu.
Největší masakry bělochů indiány proběhly v 18. století během francouzsko-indiánské války, kdy indiáni s vědomím francouzských velitelů nebo společně s francouzskými vojáky, zabíjeli britské osadníky. Během americké války za nezávislost, kdy indiáni (hlavně Irokézové) spojení s loajalisty vraždili zajaté americké bojovníky za nezávislost, k obdobné situaci došlo ještě během britsko-americké války, kdy Britové využívali proti Američanům indiánské spojence (Šavany, Delawary, Majamie, Kríky). Tyto události ještě zhoršily dosavadní vztahy mezi vládou Spojených států a indiány, které vyústily ve 30. letech 19. století vysídlením indiánů z jihovýchodu Spojených států západně od Mississippi během tzv. Cesty slz.
Rozporuplné byly vztahy mezi indiány a obchodníky Společnosti Hudsonova zálivu, Severozápadní společnosti a Americké kožešinářské společnosti, kteří od indiánů vykupovali kožešiny výměnou za železné předměty, pušky nebo alkoholické nápoje. Obchodníci a lovci kožešin (trapeři, z anglického trap "past) se často ženili s indiánskými ženami (squaw), přijímali prvky indiánské kultury, oblečení, ale zároveň s indiány soupeřili o zdroje a šířili mezi nimi infekční nemoci i alkoholismus. Po obchodnících přišli osadníci, příslušníci pronásledovaných náboženským minorit (mormoni), chovatelé dobytka i zlatokopové, kteří zabírali indiánskou půdu. 
Jedním ze způsobů boje proti prérijním indiánům se stalo vybíjení bizonů, kteří pro indiány představovali hlavní zdroj potravy, ošacení a dalších životních potřeb, ale i spirituálním symbolem. Vyhubení bizonů mělo být způsobem, jak dostat indiány pod kontrolu a přinutit je odejít do rezervací. Jednám z obhájců této strategie "kontroly" indiánů byl generál William T. Sherman  S vybíjením bizonů bývá často spojován plukovník William F. Cody, zvaný Buffalo Bill. V letech (1867–1868), za období 18 měsíců, Buffalo Bill zabil 4 280 kusů bizonů (8 denně), lovil je však pouze pro maso, určené k zásobování dělníků při výstavbě železnice. Nestřílel tedy bizony jen pro zábavu, jak někteří z jeho současníků, a hlavně následovníků v 70. letech 19. století. V době, kdy by bizon ve volné přírodě vyhuben, Codyho soukromý chov bizonů přispěl k záchraně druhu.
Také ve Střední a Jižní Americe znamenaly epidemie zásadní faktor ve snižování počtu původních obyvatel. Obyvatelstvo říše Inků bylo během prvního století koloniální nadvlády zdecimováno epidemiemi tak, že podle odhadů jeho počet poklesl o 80-90%.[zdroj⁠?!] První epidemie neštovic vypukla v dnešním Peru a Bolívii roku 1546, chřipka ve spojení s neštovicemi v roce 1558, další epidemie neštovic v roce 1589, dále záškrtu v roce 1614 a spalniček v roce 1618.[zdroj⁠?!]
Charakter přímé genocidy měly spíše některé dílčí epizody kolonizace. První z kolonizovaných etnik, Taínové z Karibských ostrovů byli již od sklonku 15. století vystaveni i fyzické likvidaci a zneužívání k otrocké práci v dolech a na plantážích.. Naopak jednou z posledních epizod genocidy amazonských indiánů byla tzv. aféra Putumayo, při níž pracovníci kaučukové společnosti Arana v západní Amazonii na řece Putumayo týrali, zneužívali a zotročovali indiánské obyvatele z kmenů Tukuna, Okaina, Bora a Huitoto. Pokud indiáni nedodali včas požadované množství kaučuku, bývali bičováni nebo zastřeleni a ve městě Iquitos byl provozován obchod s otroky. Roku 1909, po víc než deseti letech, byly tyto skutečnosti zveřejněny a vyšetřovány, ale odsouzen nikdo nebyl.
Na přelomu 19. a 20. století došlo i k fyzické likvidaci Selknamů z Ohňové země, kteří překáželi chovatelům ovcí. Byli proto zabíjeni speciálně najatými pistolníky. Sousední Jaghanové a Alakalufové z pobřeží však podlehli spíše epidemiím chřipky, neštovic a plicní tuberkulózy.
Alberto Vojtěch Frič v témže období popsal z vlastní zkušenosti genocidu a zotročování Botokudů a Kaingangů ve východní Brazílii německými osadníky.
Poměrně pozitivní vliv měly na život indiánů v některých oblastech křesťanské misie. Jednalo se zejména o jezuitské misie na území dnešní Paraguaye, Bolívie a severní Argentiny, ale také mezi Hurony v kanadském Quebeku, dále o františkánské misie v Kalifornii nebo u Jaquiů v mexické Sonoře, z nekatolických zejména misie Moravských bratří mezi Delawary a sousedními kmeny na východním pobřeží nebo pravoslavné misie mezi Aleuty. Misionáři přinášeli indiánům vzdělání, lékařskou a sociální péči (např. o sirotky, kteří mívali v tradičních společnostech tvrdý osud a často umíraly hladem), obyvatelé misií často měli oproti okolním kmenům vyšší životní standard, při neúrodě pomáhaly ostatní misie. Misionáři se snažili zabránit zotročování indiánů majiteli plantáží, vzájemnému válčení mezi kmeny, vymýtili kanibalismus, lidské oběti, mučení zajatců, polygamii, na druhou stranu ale od indiánů vyžadovali konverzi ke křesťanství a zakazovali jim účastnit se původních obřadů a slavností, což mělo za následek kulturní asimilaci. Mezi misionáři působili mnozí vzdělanci (Bartolomé de las Casas, Bernardino de Sahagún, Jean de Léry, Samuel Fritz), vynikající organizátoři (Junípero Serra), ale i lidé pochybného charakteru (Vincente de Valverde) nebo bezohlední fanatici, kteří usilovali o konverzi indiánů ke křesťanství i za cenu násilí (Diego de Landa). 
Díky misijním stanicím v Texasu byla v roce 1785 uzavřena mírová smlouva mezi Komanči a Lipan-Apači. Ani ta však nezabránila vyvraždění kmene Tonkawků (praktikující rituální kanibalismus) ostatními indiánskými kmeny.
Příchod Evropanů měl však (většinou nepřímo) i pozitivní vliv na rozvoj indiánské kultury a osídlení nových oblastí. Dovoz koní španělskými kolonisty v 16. století umožnil rozvoj indiánských kultur severoamerických prérií a jihoamerických pamp. V předkolumbovské době indiáni osidlovali jen okrajové oblasti prérií a věnovali se spíše zemědělství, protože možnosti lovu bizonů byly před zavedením koní hodně omezené..

## Odborná diskuse
Někteří autoři či organizace používají termín genocida amerických indiánů (anglicky Native American Genocide, American Indian Genocide pro označení zločinů proti lidskosti spáchaných cíleným vyvoláváním hladu a nehumánním zacházením s původním obyvatelstvem Severní Ameriky v době kolonizace tohoto území evropskými koloniálními mocnostmi a později Spojenými státy. V průběhu 19. století nebyla populace amerických indiánů zredukována zdaleka tolik v důsledku války a genocidy jako kvůli nemocem a dalším příčinám. Federální agentura U.S. Census Bureau v roce 1894 odhadla, že indiánské války na území Spojených států si v 19. století vyžádaly životy 20 000 bělochů a 30 000 Indiánů., 
V Severní Americe žilo před příchodem evropských objevitelů a kolonizátorů zřejmě několik miliónů domorodců, velká většina z nich na území dnešních Spojených států. Přesná čísla nejsou známa, ale odhady vědců se pohybují v rozmezí 1-10 miliónů, nejpravděpodobnější se jeví údaje v rozmezí 3-5 miliónů. V roce 1800 žilo na území USA přibližně 600 000 Indiánů a koncem 19. století to už bylo jen 250 000, k poklesu populace došlo hlavně z důvodů nemocí, podvýživy, nuceného přesidlování (Dlouhý pochod Navahů, Cesta slz Čerokíů). Naproti tomu války a přímé masakry indiánů si za celé 19. století vyžádaly "pouze" 30.000 indiánských obětí.
Mezi odborníky, kteří tvrdí, že události související s tímto poklesem populace lze považovat za genocidní, patří historik David Stannard a antropologický demograf Russell Thornton, dále odborníci/aktivisté, jako je Vine Deloria, Russell Means nebo Ward Churchill. Stannard srovnává události v průběhu kolonizace, která vedly k poklesu populace v Americe, s definicí genocidy v úmluvě OSN z roku 1948: „Řečeno jazykem OSN – ponechávaje stranou některé volnější formulace – při vědomí toho, co se stalo v Americe během šestnáctého, sedmnáctého, osmnáctého a devatenáctého století, nelze nedojít k závěru, že to byla genocida.“ Thornton nepovažuje za genocidu rozšíření onemocnění a jako genocidu popisuje pouze přímý dopad války, násilí a masakrů, z nichž mnohé měly za následek vyhlazení celých etnických skupin. Odborník na holokaust a politolog Guenter Lewy odmítá v této souvislosti „nálepku“ genocida a považuje vylidňování Ameriky nikoli za zločin, ale tragédii.
Národní kongres amerických indiánů (National Congress of American Indians – NCAI) na své konferenci v roce 2013 přijal rezoluci, požadující vznik „National American Indian Holocaust Museum“. NCAI byl založen v roce 1944 a je nejstarší a největší organizací amerických indiánů a aljašských kmenových rad. Podle NCAI by měla být genocida amerických indiánů připomínána jako útok na samou humanitu. Russell Thornton, profesor antropologie na Kalifornské univerzitě v Los Angeles, použil pro označení genocidy amerických indiánů také pojem holokaust. Podle Thorntona znamenal pro americké indiány příchod Evropanů na území, které se mělo stát Spojenými státy, začátek dlouhého holokaustu, jehož výsledkem byly miliony mrtvých. Leo Kuper, jeden z předních světových odborníků na problematiku genocidy, uvedl, že minulá neochota Spojených států ratifikovat konvenci OSN o genocidě se odvíjela od strachu, že mohou být retrospektivně zodpovědné mimo jiné za vyhlazování amerických indiánů.

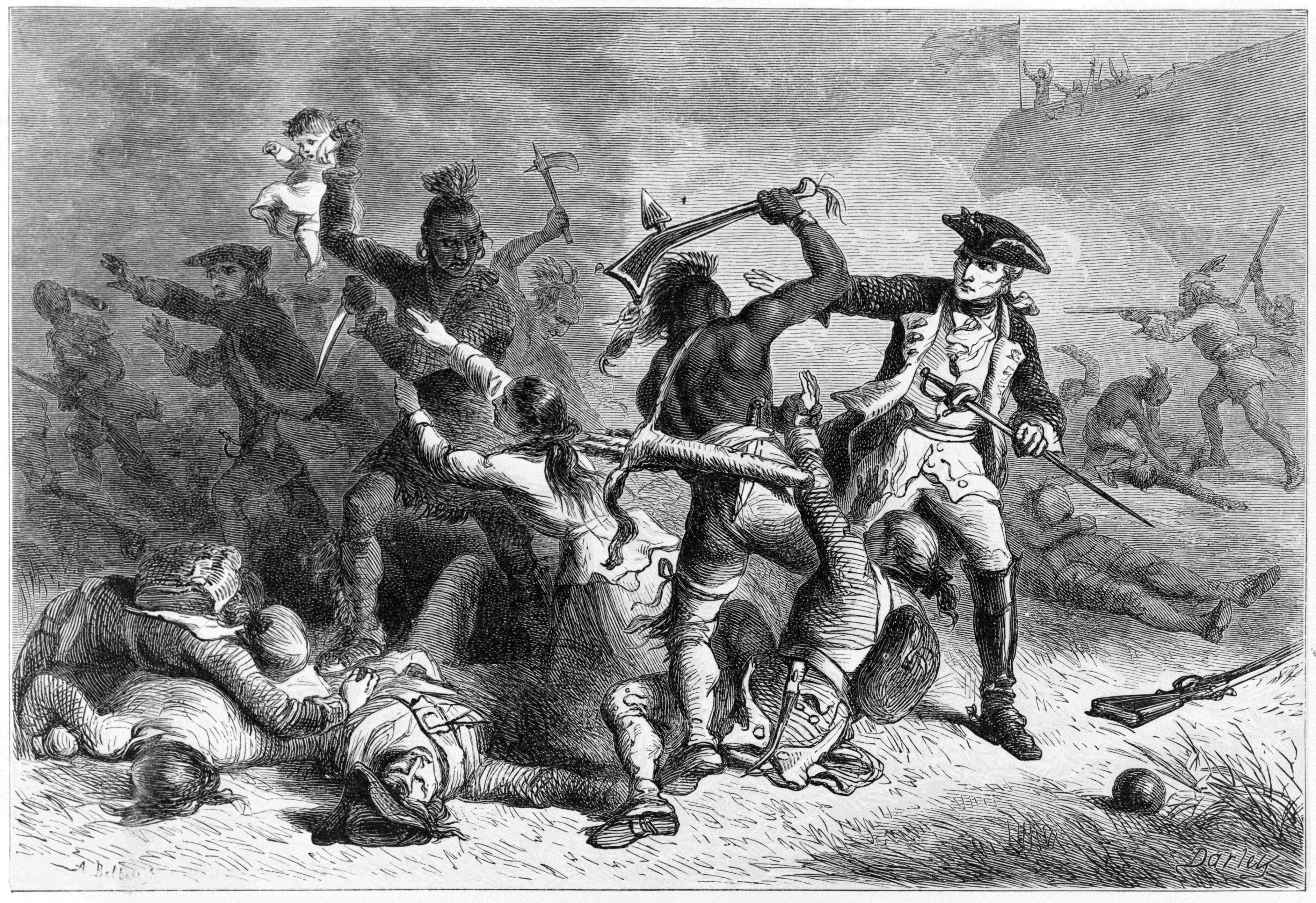
Markýz Louis-Joseph de Montcalm se snaží zabránit indiánským spojencům v masakrování britských zajatců po obléhání pevnosti William Henry v roce 1757 za francouzsko-indiánské války.

Podle docentky etnologie a historie Markéty Křížové nárůst finančních příjmů a podpor umožňuje indiánům platit vlastní historiky a kulturní a vzdělávací instituce, kde vytvářejí svou vlastní verzi dějin, která není opřena o evropské akademické standardy. To vede podle Křížové k nepřesnostem: „Minulý týden jsem byla v novém muzeu mimoevropských kultur v Paříži – Musée Branly. Nedozvíte se tam téměř nic o indiánském kolonialismu, kanibalismu, vražedných válkách kmenů, ženské obřízce, mnohoženství a útlaku žen. Toto je současný postoj daný ideologií multikulturalismu, která lakuje historii narůžovo. Moji studenti mohou zapomenout data, jména conquistadorů a kmenů, ale chtěla bych, aby si pamatovali, že historie je nesmírně komplikovaná a nemá jednoznačného viníka a jednoznačnou oběť. Je to šachová partie s mnoha účastníky v mnoha dimenzích, ve které hrálo roli strašně moc faktorů, ale jedinec nakonec stál vždy sám za sebe a musel se zodpovídat kulturním normám své vlastní společnosti.“ — Markéta Křížová, Cestomila.cz  
Podle Markéty Křížové rozklad indiánské civilizace nebyl způsoben jen expanzí Evropanů, celá kultura prérijních Indiánů je produkt styku s Evropou.
| „                                                               | „Historická fakta jsou zřejmá: většina texaských indiánů byla vyhlazena nebo přivedena na okraj zapomnění Španěly, Mexičany, Texasany a Američany, kteří si často nevážili života indiána více než života psa, někdy i méně.“ | “ |
| — William W. Newcomb, The Indians of Texas (1961), citováno dle | |   |

## Stanoviska státních orgánů

### Spojené státy
V roce 1925 byla americkým indiánům v USA přislíbena občanská práva a v roce 1934 měli být začlenění do společenského života – většina plánů však v té době zůstala pouze na papíře. Vedoucí představitel agentury Bureau of Indian Affairs, spadající pod federální vládu Spojených států, se dne 8. září 2000 formálně omluvil za podíl této organizace na „etnických čistkách“ západních indiánských kmenů.

### Kanada
Podle „Komise pravdy a usmíření“ (vznikla z rozhodnutí soudu z roku 2006) se Kanada dopustila kulturní genocidy na původním obyvatelstvu. K násilné převýchově docházelo od 19. století až do 70. let 20. století. Podle komise byl více než 150 tisícům indiánských dětí ve 130 církevních internátech upřen rodný jazyk, kultura a styk s rodinou.

## Současnost

### Severní Amerika

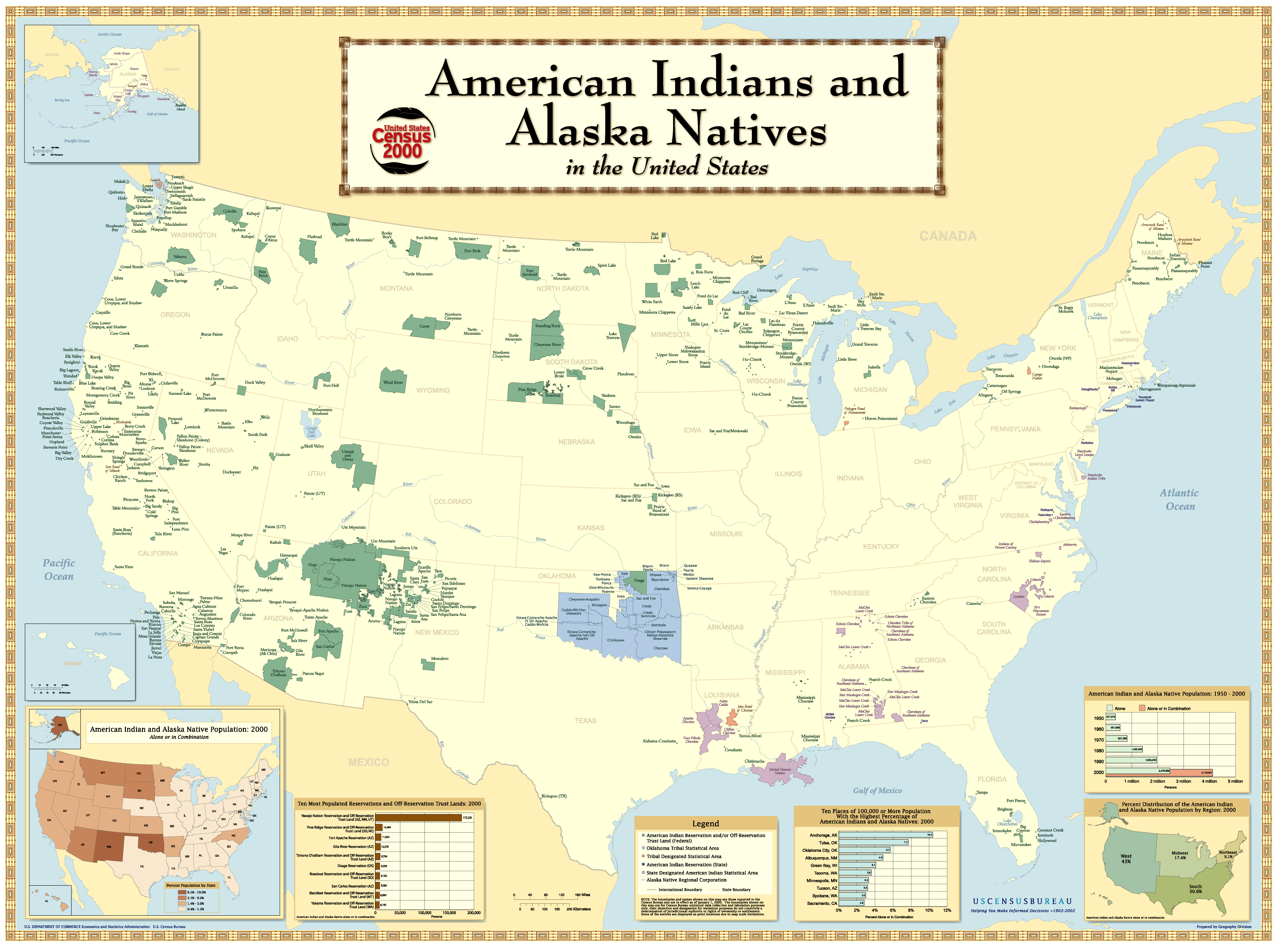
Rozmístění rezervací a domorodých etnik v současných USA

Nárůst indiánské populace se datuje okolo roku 1900. V roce 1970 žilo na území USA 0,827 mil. indiánů, v roce 1980 celkem 1,361 mil., v roce 2000 2,4 mil. indiánů a 1,8 mil. míšenců, celkem 4,2 mil. osob. Podle sčítání lidu v roce 2010 bylo v USA 2,9 mil. indiánů a 2,3 mil. míšenců, celkem 5,22 mil. osob.
V dnešní době indiáni často žijí v jedné z 314 rezervací, které mají vyjednány smlouvy s vládou USA a mají i občanství té které rezervace. Indiánské rezervace spadají výhradně pod svou vlastní jurisdikci. Na jejich území neplatí mnohé zákony USA, včetně daňových povinností.[zdroj?] Mimo rezervace jsou indiáni osvobozeni od daní v taxativně vymezené oblasti činností, nejznámější je provozování hazardních her. V roce 2001 provozovali indiáni celkem 290 kasin ve 28 státech USA s celkovým příjmem 12,7 miliardy USD. Vedle toho je kultura indiánů dotována z federálního rozpočtu, v roce 2001 bylo pro tento účel vyčleněno celkem 9,4 miliardy USD. Indiáni mají nárok na nespočet sociálních dávek a podpor, včetně zdravotní péče a školství zdarma, jsou přijímáni přednostně na univerzity. I přes tuto podporu se je často nedaří integrovat do běžného života. Peníze často končí u indiánských šéfů, mezi indiány je rozšířená konzumace alkoholu a drog. Jejich situace je přirovnávána k problémům při práci se sociálně vyloučenými skupinami v Česku.
Mírná většina indiánů žije mimo rezervace, hlavně ve velkých městech. Největší indiánskou komunitou je dnes národ Navahů, kteří žijí v rezervaci Navajo Nation. Největší populace indiánů dnes mají státy Oklahoma (bývalé Indiánské teritorium), Arizona, Nové Mexiko (rezervace Navahů), Aljaška (část z toho Eskymáci a Aleuti) a dále státy Velkých plání jako jsou Severní Dakota, Jižní Dakota a Montana. Největšími kmeny jsou Čerokíové s počtem přes jeden mil. osob, Navahové s počtem 0,3 mil. osob a Siouxové s počtem 0,15 mil. osob. Například indiánská rezervace kmene Navahů má rozlohu téměř jako Česká republika. Je na plochu větší než devět států USA (Connecticut, Delaware, Maryland, Massachusetts, New Hampshire, New Jersey, Rhode Island, Vermont, Západní Virginie).